# Ceren Hindistan
Ceren Hindistan (* 27. Februar 1989 in Ankara) ist eine türkische Schauspielerin.

## Biografie
Ceren Hindistan wurde am 27. Februar 1989 in Ankara geboren. Ihr Debüt gab sie 2007 in der Serie Fedai. Danach war sie 2008 in der Serie Baba Ocağı zu sehen. Anschließend trat sie 2009 in Ah Kalbim auf. 2010 bekam Hindistan in dem Film Saklı Hayatlar die Hauptrolle. Von 2009 bis 2010 spielte sie in der Serie Sakarya Fırat mit. Unter anderem setzte sie 2012 ihre Karriere in Babalar ve Evlatlar fort. 
2013 spielte Hindistan in der Serie Muhteşem Yüzyıl eine Nebenrolle. Außerdem wurde sie 2014 für die Serie Aşktan Kaçılmaz gecastet. Zwischen 2014 und 2016 war sie mit Ümit Aslan verheiratet.

## Filmografie
Filme
- 2007: Fedai
- 2010: Saklı Hayatlar

Serien
- 2008: Baba Ocağı
- 2009: Ah Kalbim
- 2009–2010: Sakarya Fırat
- 2012: Babalar ve Evlatlar
- 2013: Muhteşem Yüzyıl
- 2013: Firuze
- 2014: Aşktan Kaçılmaz